# 郷地町
郷地町（ごうちちょう）は、東京都昭島市の町名。現行行政地名は郷地町一丁目から郷地町三丁目。住居表示実施済み区域。

## 地理
昭島市の南東部に位置し、西に福島町、北に東町、東に立川市富士見町、南に日野市栄町と接している。

### 河川
- 多摩川

### 地価
住宅地の地価は、2025年（令和7年）1月1日の公示地価によれば、郷地町2-17-6の地点で18万5000円/m2となっている。

## 世帯数と人口
2025年（令和7年）6月1日現在（昭島市発表）の世帯数と人口は以下の通りである。
| 丁目         | 世帯数    | 人口    |
| ------------ | --------- | ------- |
| 郷地町一丁目 | 444世帯   | 954人   |
| 郷地町二丁目 | 688世帯   | 1,636人 |
| 郷地町三丁目 | 624世帯   | 1,187人 |
| 計           | 1,756世帯 | 3,777人 |

### 人口の変遷
国勢調査による人口の推移。
| 年                 | 人口  |
| ------------------ | ----- |
| 1995年（平成7年）  | 3,783 |
| 2000年（平成12年） | 3,499 |
| 2005年（平成17年） | 3,489 |
| 2010年（平成22年） | 3,545 |
| 2015年（平成27年） | 3,500 |
| 2020年（令和2年）  | 3,650 |

### 世帯数の変遷
国勢調査による世帯数の推移。
| 年                 | 世帯数 |
| ------------------ | ------ |
| 1995年（平成7年）  | 1,320  |
| 2000年（平成12年） | 1,317  |
| 2005年（平成17年） | 1,331  |
| 2010年（平成22年） | 1,425  |
| 2015年（平成27年） | 1,435  |
| 2020年（令和2年）  | 1,562  |

## 学区
市立小・中学校に通う場合、学区は以下の通りとなる（2024年8月時点）。
- 区域 : 一丁目〜三丁目　各全域
  - 小学校 : 昭島市立共成小学校
  - 中学校 : 昭島市立福島中学校

## 交通
- 東京都道29号立川青梅線

## 事業所
2021年（令和3年）現在の経済センサス調査による事業所数と従業員数は以下の通りである。
| 丁目         | 事業所数 | 従業員数 |
| ------------ | -------- | -------- |
| 郷地町一丁目 | 13事業所 | 49人     |
| 郷地町二丁目 | 41事業所 | 438人    |
| 郷地町三丁目 | 35事業所 | 469人    |
| 計           | 89事業所 | 956人    |

### 事業者数の変遷
経済センサスによる事業所数の推移。
| 年                 | 事業者数 |
| ------------------ | -------- |
| 2016年（平成28年） | 86       |
| 2021年（令和3年）  | 89       |

### 従業員数の変遷
経済センサスによる従業員数の推移。
| 年                 | 従業員数 |
| ------------------ | -------- |
| 2016年（平成28年） | 516      |
| 2021年（令和3年）  | 956      |

## 施設
- 昭島市立共成小学校
- 昭島郷地郵便局[14]
- 宝積寺

## その他

### 日本郵便
- 郵便番号 : 196-0032[2]（集配局 : 昭島郵便局[15]）。